# リアス・バイシャス (DO)
リアス・バイシャスD.O.（ガリシア語: Denominación de Orixe Rías Baixas）は。スペインのワイン原産地呼称のひとつで、ガリシア州の5つあるワイン原産地呼称のひとつ。1980年に特定呼称アルバリーニョ（Denominación Específica Albariño）として設立され、1988年に原産地呼称（denominación de origen）に認定された。 
ブドウ耕作面積は2,700hにおよび、180ものワイン醸造業者が生産にあたっている。リアス・バイシャスはガリシア州最大の生産量で、55の醸造企業が年産25,000l以上を生産、そのうち20社が75,000lを超える。リアス・バイシャス全体の生産量は1000万lに上る。
ビーゴ近郊の観測地点（北緯42.24度、標高261m）における生育期の平均気温は摂氏16.8度であり、年降水量は1786mm、収穫月である9月の降水量は102mmである。この地域のブドウ栽培の難点としては、灰色かび病や強風などが挙げられる。

## サブ地域

D.O.リアス・バイシャス

リアス・バイシャスはバル・ド・サルネス、コンダード・ド・テア、オ・ロサル、ソウトマヨール、リベイラ・ド・ウジャの5つのサブ地域に分けられる。アルバリーニョ種単一のものはスペイン内外で高く評価されており、スペインの他地方をはじめ、ドイツ、アメリカ、イギリス、フランス、スイス、日本、スウェーデンなど多くの国に輸出されている。
ブドウ栽培面積の半分以上、ワイン生産量の2/3以上はバル・ド・サルネスが占めている。バル・ド・サルネスに続くのがオ・ロサルとコンダード・ド・テアであり、ソウトマヨールとリベイラ・ド・ウジャはふたつ合わせてもブドウ栽培面積の4%、ワイン生産量の2%に過ぎない。

## 歴史
この地域の特徴である湿潤な気候と相対的に短い日照時間に適したブドウ品種として今日アルバリーニョ（リアス・バイシャスの生産の大部分を占める）と呼ばれる品種がシトー会に属するアルメンテイラ修道院の修道士によって12世紀にライン川地方からもたらされたと伝えられる、あるいはライン地域の品種は、反対にガリシアからドイツへもたらされたアルバリーニョの株のクローンであると主張する者もいたが、これらの説は根拠に乏しいと考えられ、今日遺伝子検査によってこれらの説は否定されている。
大衆向けのテーブルワインを生産する時期が長かったが、1980年に特定呼称アルバリーニョ（Denominación Específica Albariño）が設定された。1988年に原産地呼称（デノミナシオン・デ・オリヘン）に認定される際にも、品種名を用いてアルバリーニョD.O.となる予定だったが、原産地呼称では原則として品種名が許されないため、地域名を用いたリアス・バイシャスD.O.となった。

## 認可品種
- 白ブドウ : アルバリーニョ、ロウレイラ・ブランカ、トレイシャドゥーラ、カイーニョ・ブランコ、トロンテス、ゴデージョ[6]
- 黒ブドウ : カイーニョ・ティント、エスパデイロ、ロウレイラ・ティンタ、ソウソン、メンシア、ブランセリャオ[6]

## フェスタ・デ・ビーニョ・アルバリーニョ
8月の第1週にはバル・ド・サルネス地区の中心自治体カンバードスでフェスタ・デ・ビーニョ・アルバリーニョ（アルバリーニョ・ワインまつり、Festa do Viño Albariño）が開かれる。この祭りはスペイン政府によって観光名所（Interés Turístico Nacional）に認定されている。